# جلد الإنسان
جلد الإنسان هو الغلاف الخارجي للجسم البشري، وهو أكبر عضو من أعضاء جسم الإنسان، والذي يغطّي جسم الإنسان بالكامل، وهو الغشاء أو العضو الذي يكسو الجسد الخارجيّ للإنسان وتُعتبر وظيفته الرئيسيّة في كونه يحمي الجسم بالكامل عن طريق ما يتميّز به من خصائص فيزيائية، فهو يقاوم البلل وفي الوقت نفسه يمنع نفاذ السوائل الموجودة إلى أنسجة جسم الإنسان المختلفة.
يحوي الجلد على سبع طبقات من الأنسجة الأديمية ويحمي العضلات والعظام والأربطة والأعضاء الداخلية. الجلد البشري مشابه جدا لجلد الخنزير. قد يبدو بلا شعر. هناك نوعان عامان من الجلد، والمشعر والجلد (أصلع).
لأنه يتداخل مع البيئة، يلعب الجلد دورًا مهمًا في حماية الجسم من مسببات الأمراض، ونقص الماء بشكل زائد. وظائفه الأخرى هي العزل، وتنظيم درجة الحرارة، والإحساس، وإنتاج فيتامين د، وحماية فيتامين الفولات ب. سيحاول الجلد المتضرر بشدة الشفاء عن طريق تشكيل نسيج ندبي. هذا غالبا ما تغير لونها وينقص الصباغ.
في البشر، يتصبغ الجلد بين السكان، ونوع الجلد يمكن أن يتراوح من الجاف إلى الزيتي. يوفر هذا النوع من الجلد موطنًا غنيًا ومتنوعًا للبكتيريا التي تحتوي على 1000 نوع تقريبًا من 19 شجرة، موجودة على جلد الإنسان.

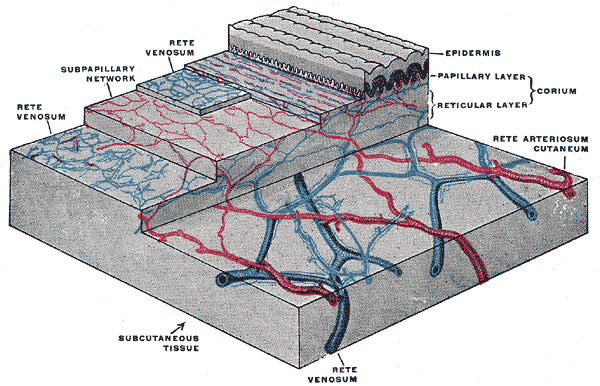
توزيع الأوعية الدموية في الجلد في باطن القدم. (سبالتيهولز).

## البناء
الجلد لديه خلايا الأديم المتوسط، وتصبغ، مثل الميلانين التي توفرها الخلايا الصباغية، والتي تمتص بعض الأشعة فوق البنفسجية التي يحتمل أن تكون خطرة في ضوء الشمس. كما أنه يحتوي على إنزيمات إصلاح الحمض النووي التي تساعد على عكس أضرار الأشعة فوق البنفسجية، بحيث يعاني الأشخاص الذين يفتقرون إلى جينات هذه الإنزيمات من معدلات عالية من سرطان الجلد. إن أحد الأشكال التي ينتجها في الغالب ضوء الأشعة فوق البنفسجية، هو الورم الميلانيني الخبيث، وهو غازي بشكل خاص، مما يجعله ينتشر بسرعة، ويمكن أن يكون مميتا في كثير من الأحيان. تصبغ الجلد البشري يختلف بين السكان بطريقة لافتة للنظر. وقد أدى ذلك إلى تصنيف الأشخاص (الأشخاص) على أساس لون البشرة.
الجلد هو أكبر عضو في جسم الإنسان. بالنسبة للبشر العادي للبشرة، تبلغ مساحة السطح ما بين 1.5-2.0 متر مربع (16.1-21.5 قدم مربع). يختلف سمك الجلد بشكل كبير على جميع أجزاء الجسم، وبين الرجال والنساء والشباب والشيوخ. مثال على ذلك هو الجلد على الساعد الذي يبلغ في المتوسط 1.3 ملم في الذكور و 1.26 ملم في الأنثى. متوسط حجم بوصة مربعة (6.5 سم²) من الجلد يحتوي على 650 غدة عرقية، و 20 أوعية دموية، و 60.000 خلية صباغية، وأكثر من 1000 نهايات عصبية. يبلغ متوسط حجم خلايا الجلد البشرية حوالي 30 ميكرومتر، ولكن هناك متغيرات. تتراوح عادة خلايا الجلد من 25-40 ميكرومتر (تربيع)، اعتمادا على مجموعة متنوعة من العوامل.
يتكون الجلد من ثلاث طبقات أساسية: البشرة والأدمة واللحمة.

### البشرة
البشرة، "epi" القادمة من المعنى اليوناني «فوق» أو «أعلى»، هي الطبقة الخارجية للبشرة. وهي تشكل للماء، ولفة واقية على سطح الجسم الذي يعمل أيضا كحاجز للعدوى ويتكون من نسيج طلائي طبقي مع صفيحة القاعدية الأساسية.

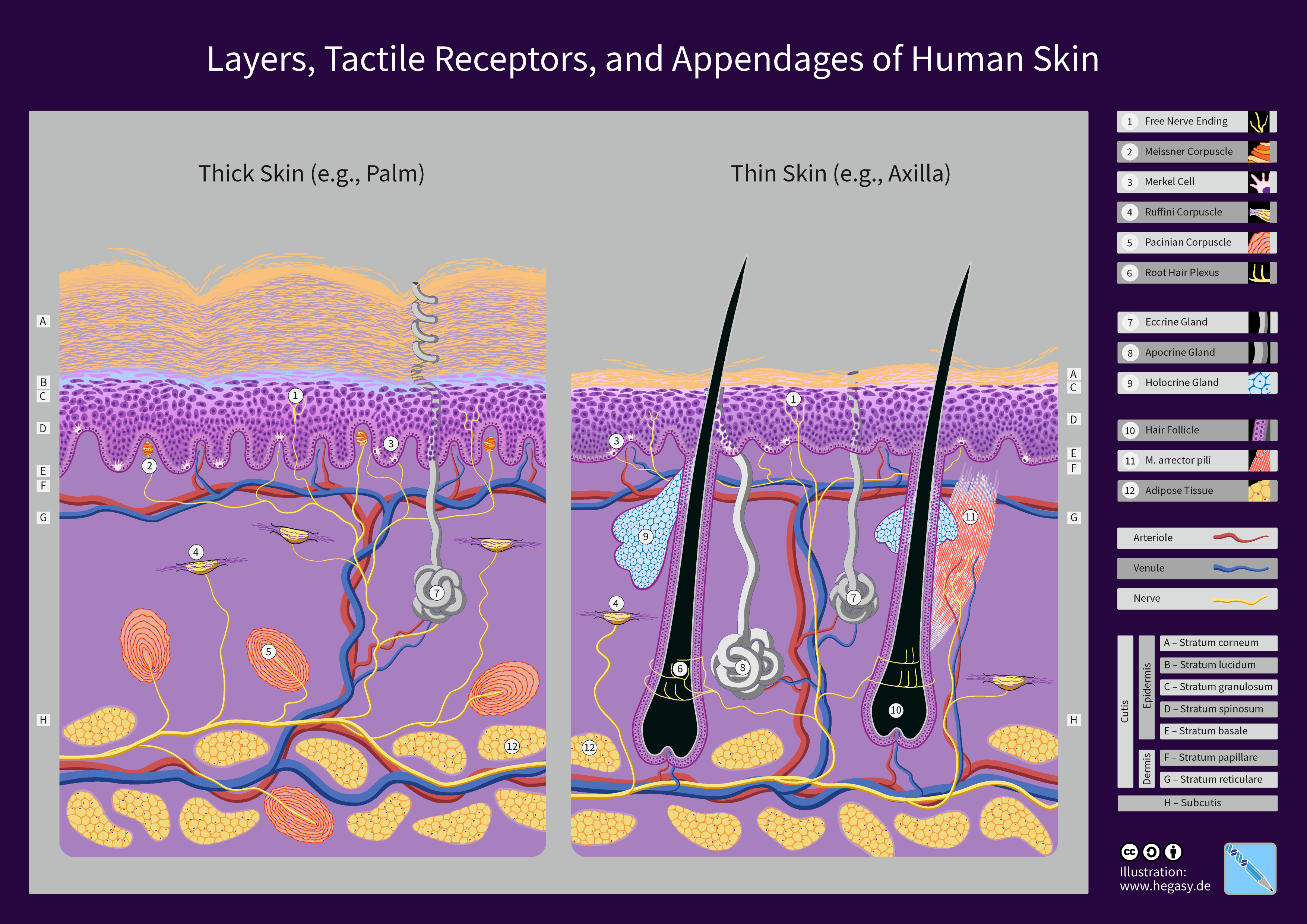
طبقات، مستقبلات، والملاحق من الجلد البشري

البشرة لا تحتوي على أوعية دموية، والخلايا في الطبقات العميقة تتغذى على وجه الحصر تقريبا بالأكسجين المنتشر من الهواء المحيط  وبدرجة أقل بكثير من الشعيرات الدموية التي تمتد إلى الطبقات الخارجية للأدمة. النوع الرئيسي للخلايا التي تتكون منها البشرة هي خلايا ميركل، الخلايا الكيراتينية، مع الخلايا الصباغية والخلايا لانغرهانس موجودة أيضا. يمكن تقسيم البشرة بشكل أكبر إلى الطبقات التالية (بداية مع الطبقة الخارجية): corneum، lucidum (فقط في راحة اليدين وقيعان القدمين)، الحبيبية، الشائكة، القاعدية. يتم تشكيل الخلايا من خلال الانقسام الفتيلي في الطبقة القاعدية. تتحرك الخلايا البنتية (انظر انقسام الخلية) إلى أعلى طبقات الشكل وتكوينها عند موتها بسبب العزل من مصدر الدم. يتم إطلاق السيتوبلازم ويتم إدخال البروتين الكيراتيني. يصلون في النهاية إلى القرنية وينزحون (التقشر). هذه العملية تسمى «التقرن». هذه الطبقة الكيراتينية من الجلد مسؤولة عن حفظ الماء في الجسم والحفاظ على المواد الكيميائية الضارة الأخرى ومسببات الأمراض، مما يجعل الجلد حاجزًا طبيعيًا للعدوى.

#### العناصر
البشرة لا تحتوي على أوعية دموية، ويتغذيها الانتشار من الأدمة. النوع الرئيسي من الخلايا التي تتكون منها البشرة هي الخلايا الكيراتينية والخلايا الصباغية وخلايا لانغرهانس وخلايا ميركل. تساعد البشرة على تنظيم درجة حرارة الجسم.

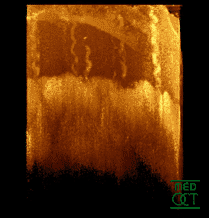
إسقاط 2D إلى 3D من OCT-مقطعية من الجلد في الإصبع، والتي تصور الطبقة الكرتينية (~ 500 ميكرون سميكة) مع طبقة فوق طبقة وطبقة صافية في الوسط. في الجزء السفلي هي الأجزاء السطحية من الأدمة. و قنوات عروق واضحة للعيان. (راجع أيضًا: إصدار 3D الدورية)

#### طبقات الجلد
وتنقسم البشرة إلى عدة طبقات حيث تتشكل الخلايا من خلال الانقسام الفتيلي في الطبقات الداخلية. أنها تتحرك حتى طبقة تغيير الشكل والتكوين لأنها تفرق وتمتلء مع الكيراتين. يصلون في نهاية المطاف إلى الطبقة العليا التي تسمى الطبقة القرنية ويتقشرون أو يتقشرون. هذه العملية تسمى كيراتين وتحدث في غضون أسابيع. تتكون الطبقة الخارجية للبشرة من 25 إلى 30 طبقة من الخلايا الميتة.
الطبقة الأولى من طبقات الجلد تُسمى البشرة تليها الأدمة حيث يبلغ سمكها 3 سم، يفصل بين طبقة البشرة والأدمة طبقتي القرنية والأمباد، تمتد تحت طبقة الأدمة وسائد دهنية تقوم بوظيفة عازلة. تنشأ خلايا الجلد الخارجية وهي البشرة من طبقتي القرنية والأمباد، يكون شكل خلايا القرنية كصفائح تنبت من داخل الخلايا، وتتكون قشرة الجلد الخارجية من خلايا عديمة النواة، ويختلف سمك الطبقة الخارجية لجلد الإنسان حسب موقعها والجهد الخارجي الذي تتعرض له فهي في البطن سمك واحد أمّا في قاع القدم مئة سمك.

#### الطبقات الفرعية
تنقسم البشرة إلى الطبقات الفرعية الخمسة التالية:
- طبقة متقرنة
- طبقة صافية
- طبقة حبيبية
- طبقة شائكة
- طبقة قاعدية

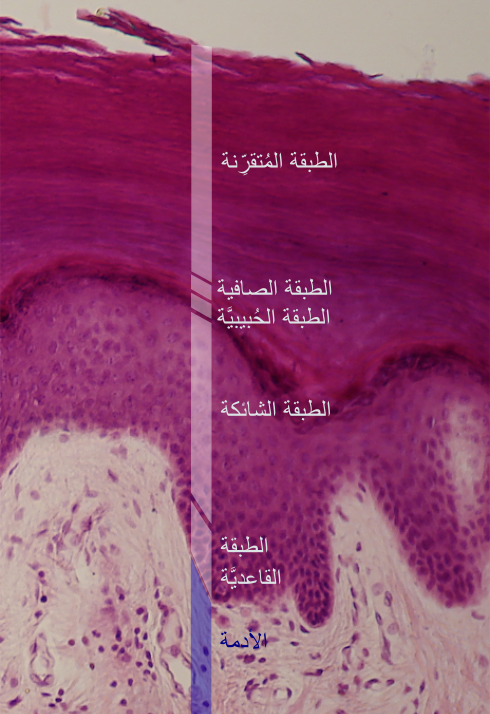
صورة نسيجية تظهر قسمًا من البشرة.

توجد الشعيرات الدموية تحت البشرة، وترتبط بشرايين وأوردة. قد تتجاوز أوعية تحويلة الشرايين الشبكة في الأذنين والأنف وأطراف الأصابع.

#### الجينات والبروتينات المعبر عنها في البشرة
يتم التعبير عن حوالي 70 ٪ من جميع الجينات المكوِّدة للروتين البشري في الجلد. حوالي 500 جينة لديها نمط تعبير مرتفع في الجلد. هناك أقل من 100 جينة محددة للجلد والتي يتم التعبير عنها في البشرة. يظهر تحليل للبروتينات المقابلة أن هذه يتم التعبير عنها بشكل رئيسي في الخلايا الكيراتينية ولها وظائف متعلقة بالتمايز الصدفية والتقرح.

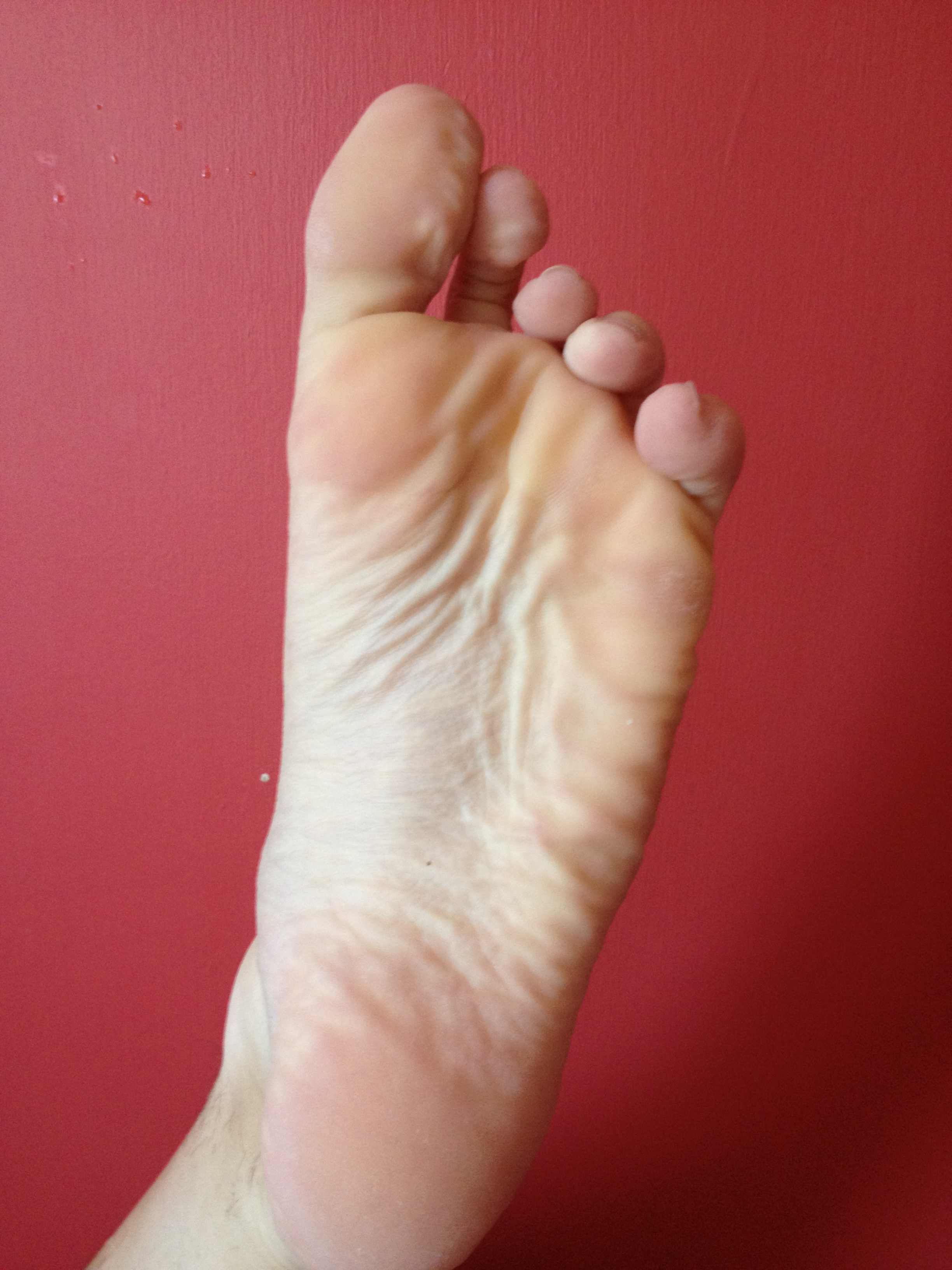
جلد متجعد من باطن القدمين.

### باطن الجلد
الأدمة هي طبقة من الجلد تحت البشرة تتكون من نسيج ضام ومساند الجسم من الإجهاد والتوتر. ترتبط الأدمة ارتباطًا وثيقًا بالبشرة بواسطة غشاء قاعدي. كما تحتوي على العديد من النهايات العصبية التي توفر الإحساس باللمس والحرارة. تحتوي على بصيلات الشعر والغدد العرقية والغدد الدهنية والغدد المفرزة والأوعية اللمفاوية والأوعية الدموية. الأوعية الدموية في الأدمة توفر الغذاء وإزالة النفايات من الخلايا الخاصة بها وكذلك من قاعدية ستراتوم للبشرة.

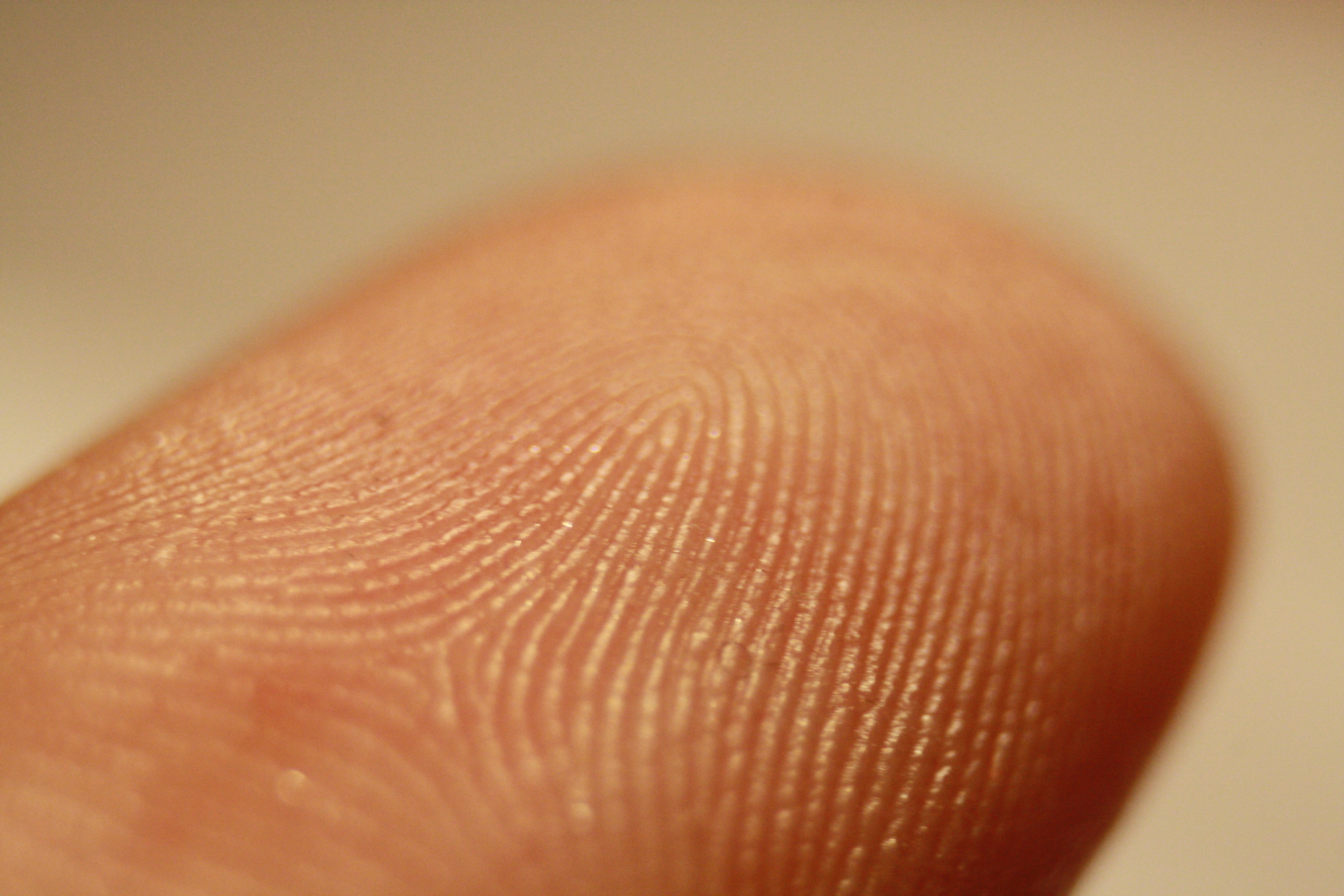
تظهر علامات الجلد في الإصبع تظهر التلال والطيات الحليمية.

تنقسم الأدمة هيكليا إلى منطقتين: منطقة سطحية مجاورة للبشرة، تسمى المنطقة الحليمية، ومنطقة عميقة أكثر سمكا تُعرف بالمنطقة الشبكية.

#### منطقة الشعرية
تتكون المنطقة الحليمية من نسيج ضام فضفاض. يدعى لإسقاطات الإصبع التي تسمى الحليمات، والتي تمتد نحو البشرة. توفر الحليمات الأدمة بسطح «وعر» يتداخل مع البشرة، مما يعزز الارتباط بين طبقتين من الجلد.
في راحة اليدين والأصابع والنعال وأصابع القدم، فإن تأثير الحليمات (النتوئات) التي تظهر في البشرة على شكل أكوام في سطح الجلد. تحدث هذه التلال البشرة في الأنماط (انظر: بصمة الإصبع) التي يتم تحديدها وراثيا وبالتالي فهي فريدة للفرد، مما يجعل من الممكن استخدام بصمات الأصابع أو آثار الأقدام كوسيلة لتحديد الهوية.

### منطقة شبكية
تقع المنطقة الشبكية في عمق المنطقة الحليمية وعادة ما تكون أكثر كثافة. وهي تتألف من نسيج ضام غير منتظم كثيف، ويتلقى اسمه من التركيز الكثيف للألياف الكولاجينية والمرنة والشبكية التي تنسج عبرها. هذه الألياف البروتينية تعطي الأدمة خواصها من القوة، والقابلية للتوسعة، والمرونة.
يقع أيضًا داخل المنطقة الشبكية جذور الشعر والغدد الدهنية والغدد العرقية والمستقبلات والأظافر والأوعية الدموية.
يقام حبر الوشم في الأدمة. تمتد أيضًا علامات التمدد من الحمل والبدانة أيضًا في الأدمة.

### الأنسجة تحت الجلد
النسيج تحت الجلد (أيضا تحت الجلد واللحم) ليس جزءا من الجلد، ويقع تحت الأدمة من الجلد. الغرض منه هو إرفاق الجلد بالعظام والعضلات الكامنة بالإضافة إلى إمدادها بالأوعية الدموية والأعصاب. وهو يتألف من الأنسجة الضامة الرخوة والأنسجة الدهنية والإيلاستين. أنواع الخلايا الرئيسية هي الخلايا الليفية والبلاعم والخلايا الشحمية (يحتوي النسيج تحت الجلد على 50٪ من الدهون في الجسم). يعمل الدهن كبطانة وعزل للجسم.

## المقطع العرضي

طبقات الجلد، على حد سواء بشعر مشعر وبلا شعر

## أنواع جلد الأنسان
1. الجلد الجاف: وهو يتصف بمظهر مشدود وبمسامات ضيقة وبملمس خشن وبميل للتجعد، ويجف هذا النوع من الجلد الذي يكون إفراز الغدد الدهنية قليلا بسرعة وسهولة وهو حساس جدا بالتغيرات الجوية.
2. الجلد الدسم: وهو سميك لامع يفرز الكثير من الدهون ويقاوم التغييرات الجوية بصورة أفضل ولكنة معرض للحبوب والبثور.
3. الجلد الطبيعي: وهو ناعم ومرن لا يطرح مشكلات خاصة وهو عادة دهني نوعًا ما علي الذقن وقاعدة الأنف حيث تتمركز الغدد الدهنية وأقل دهنا على الوجنتين والصدغين.